# Артёменко, Юрий Ильич
Ю́рий Ильи́ч Артёменко (23 апреля (6 мая) 1906, село Высшетарасовка, Екатеринославский уезд, Екатеринославская губерния (ныне Томаковский район, Днепропетровская область, Украина — 5 февраля 1948, Москва) — участник Великой Отечественной войны, Герой Советского Союза, гвардии подполковник.

## Биография
Родился на юге современной Украины — в селе Высшетарасовка тогдашнего Екатеринославского уезда (одноимённой губернии) в крестьянской семье. Украинец. Образование неполное среднее.
В Красной Армии — с 1928 года. Член ВКП(б)/КПСС — с 1929 года. В 1938 году окончил 2-е Киевское артиллерийское училище.
Участник Великой Отечественной войны с июня 1941 года.
200-й гвардейский лёгкий артиллерийский полк (3-я гвардейская лёгкая артиллерийская бригада, 1-я гвардейская артиллерийская дивизия прорыва, 60-я армия, Центральный фронт) под командованием гвардии подполковника Юрия Артёменко в ночь на 2 октября 1943 года успешно форсировал реку Днепр в районе села Домантово Чернобыльского района Киевской области Украины, оказав артиллерийским огнём содействие частям 60-й армии в боях за удержание и расширение плацдарма.
Вверенный гвардии подполковнику Ю. И. Артёменко полк отразил несколько вражеских контратак и уничтожил три танка, несколько артиллерийских и миномётных батарей и много другой боевой техники и живой силы противника.
После войны гвардии полковник Ю. И. Артёменко продолжал службу в армии. Жил в Москве. Скончался 5 февраля 1948 года. Похоронен на Рогожском кладбище.

## Награды
Указом Президиума Верховного Совета СССР от 17 октября 1943 года за умелое командование артиллерийским полком, образцовое выполнение боевых заданий командования на фронте борьбы с немецко-фашистскими захватчиками и проявленные при этом мужество и героизм гвардии подполковнику Артёменко Юрию Ильичу присвоено звание Героя Советского Союза с вручением ордена Ленина и медали «Золотая Звезда» (№ 1897).
Был также награждён:
- орденом Красного Знамени (14.07.43),
- орденом Богдана Хмельницкого 2-й степени (25.08.44),
- тремя орденами Красной Звезды (03.02.43; 20.03.43; 03.11.44),
- медалями.